# Georges Reverdy

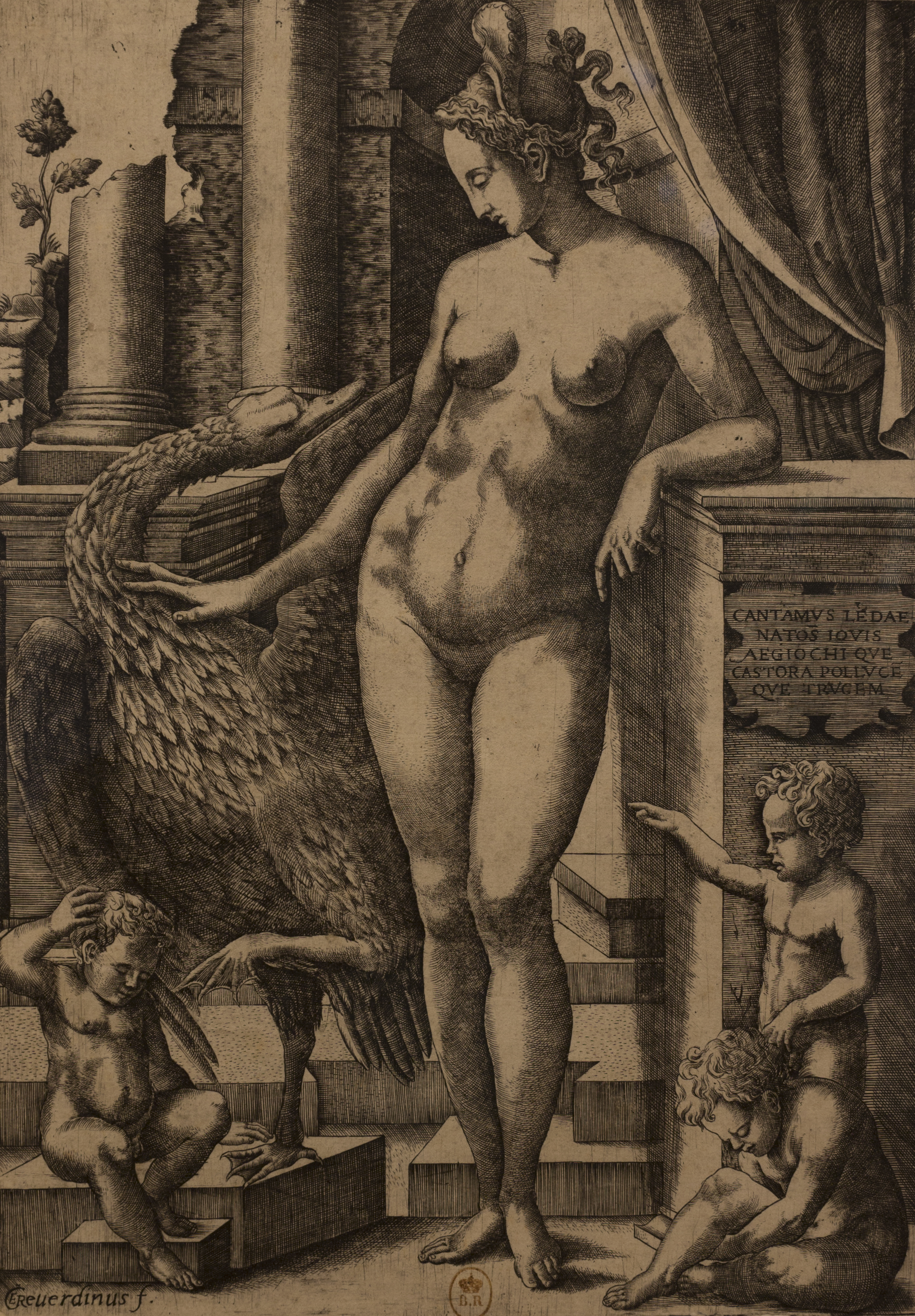
Leda y el cisne (1564), Museo de Bellas Artes de Lyon

Giorgio Reverdino, conocido en francés como Georges Reverdy (Chivasso, 1531–Lyon, 1564) fue un grabador italiano afincado en Francia. 

## Biografía
Pintor y especialmente grabador en cobre y xilógrafo, erróneamente creído de origen veneciano, paduano, boloñés o francés, también se lo llamó Cesare o Gaspare. Probablemente nacido en Chivasso, en Piamonte, aprendió tal vez la práctica del buril en Roma, en el taller de Marcantonio Raimondi.
Desde 1528 hasta su muerte estuvo activo en Lyon, donde dejó una serie de xilografías para libros y grabados al buril, muchos de los cuales estaban firmados o monogramados, de calidad desigual.
Los temas son en su mayoría sagrados, alegóricos, mitológicos, históricos y retratos. Entre sus obras más conocidas se encuentran:
- Conversión de San Pablo (dos versiones);
- Adoración de los Reyes Magos;
- Adoración de los pastores;
- Leda (dos versiones);
- Sansón;
- Venus y Marte;
- Moisés en el monte Horeb (1531);
- Virgen de pie (1534).